# Peterköfele
De kapel van San Pietro, beter bekend als Peterköfele (in het Duits Sankt Peter am Kofel), is een middeleeuwse kerk gebouwd met regelmatig gerangschikte porfierblokken, die op de bergwand rust op een sokkel die speciaal is gemaakt om de oneffenheden van de grond weg te werken. Het vertegenwoordigt wat er over is van het 13e-eeuwse Lichtensteinkasteel van de Lichtensteinheren (volgens sommige bronnen in Liechtenstein).

## Geschiedenis

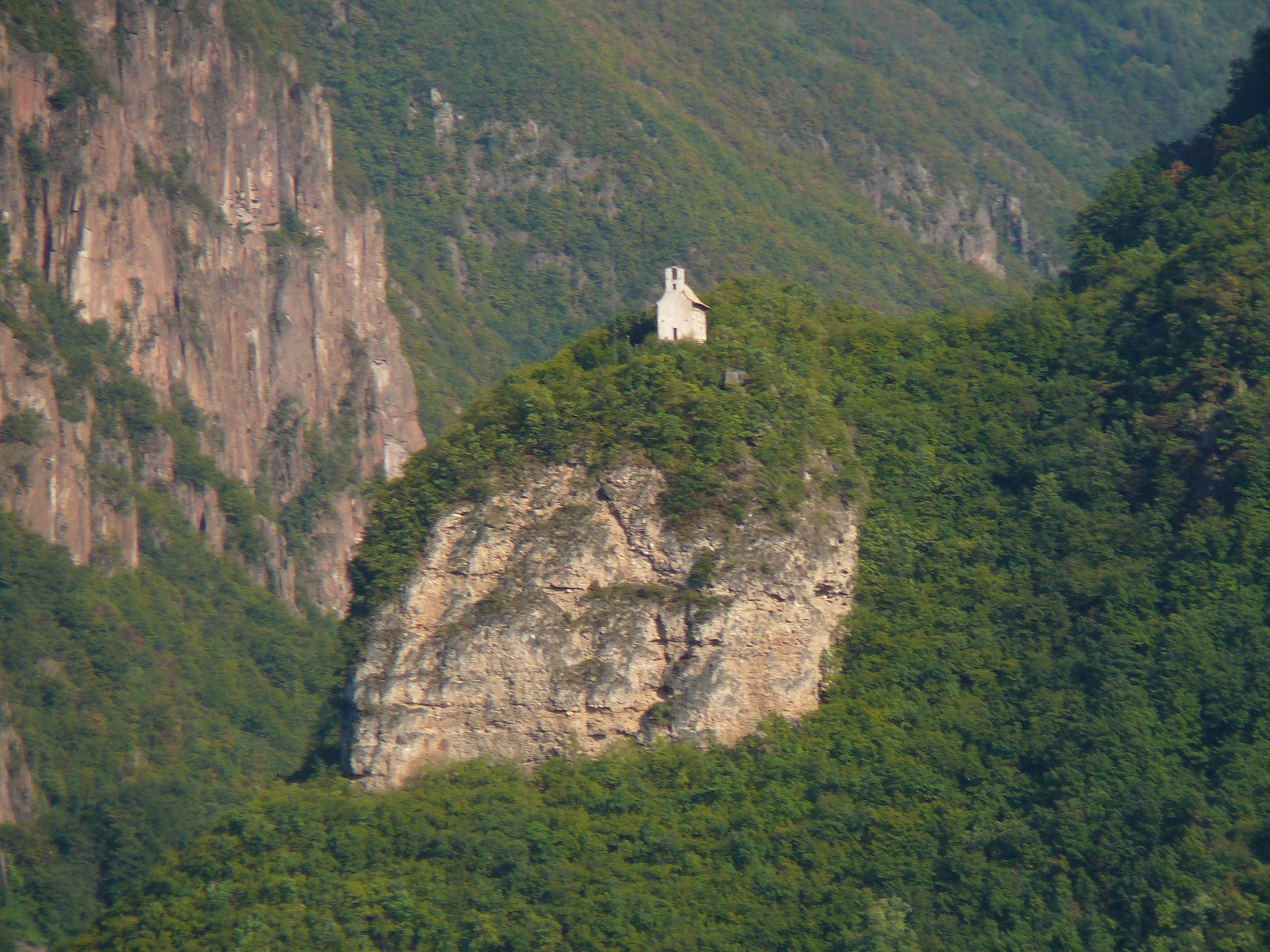
Panorama van de Peterköfele- kapel.

Hoewel er geen documenten zijn die de bouwdatum kunnen staven, onthult een analyse van de bouwtechnieken dat de kapel, gebouwd in Romaanse stijl, dateert uit het einde van de 11e eeuw en het begin van de 12e eeuw. In de laatgotische periode werd het oorspronkelijke schip opgetild en voorzien van een nieuw dak. Vermoedelijk is de kleine klokkentoren in dezelfde periode gebouwd, terwijl de twee kleine klokken in 1765 zijn toegevoegd.
Tegen het einde van de 12e eeuw werd de kleine kerk opgenomen in de muren van kasteel Lichtenstein. Toen het kasteel in 1290 volledig werd verwoest door graaf Meinhard II tijdens het geschil met de bisschop van Trento, bleef de kapel gespaard. De historische reeks kerkelijke verslagen van de kapel, die teruggaat tot de periode 1542-1818, wordt bewaard in het Historisch Archief van de stad Bolzano onder de handtekeningen Hss. 940-1002.
Gebouwd op de top van een heuvel met uitzicht op de stad Leifers, is het een symbool geworden van de Zuid-Tiroolse stad. De gestileerde vorm is terug te vinden in het stadswapen.
De kapel is alleen van buitenaf te bezoeken, maar in zeldzame gevallen is ze open voor het publiek om de mis te vieren.

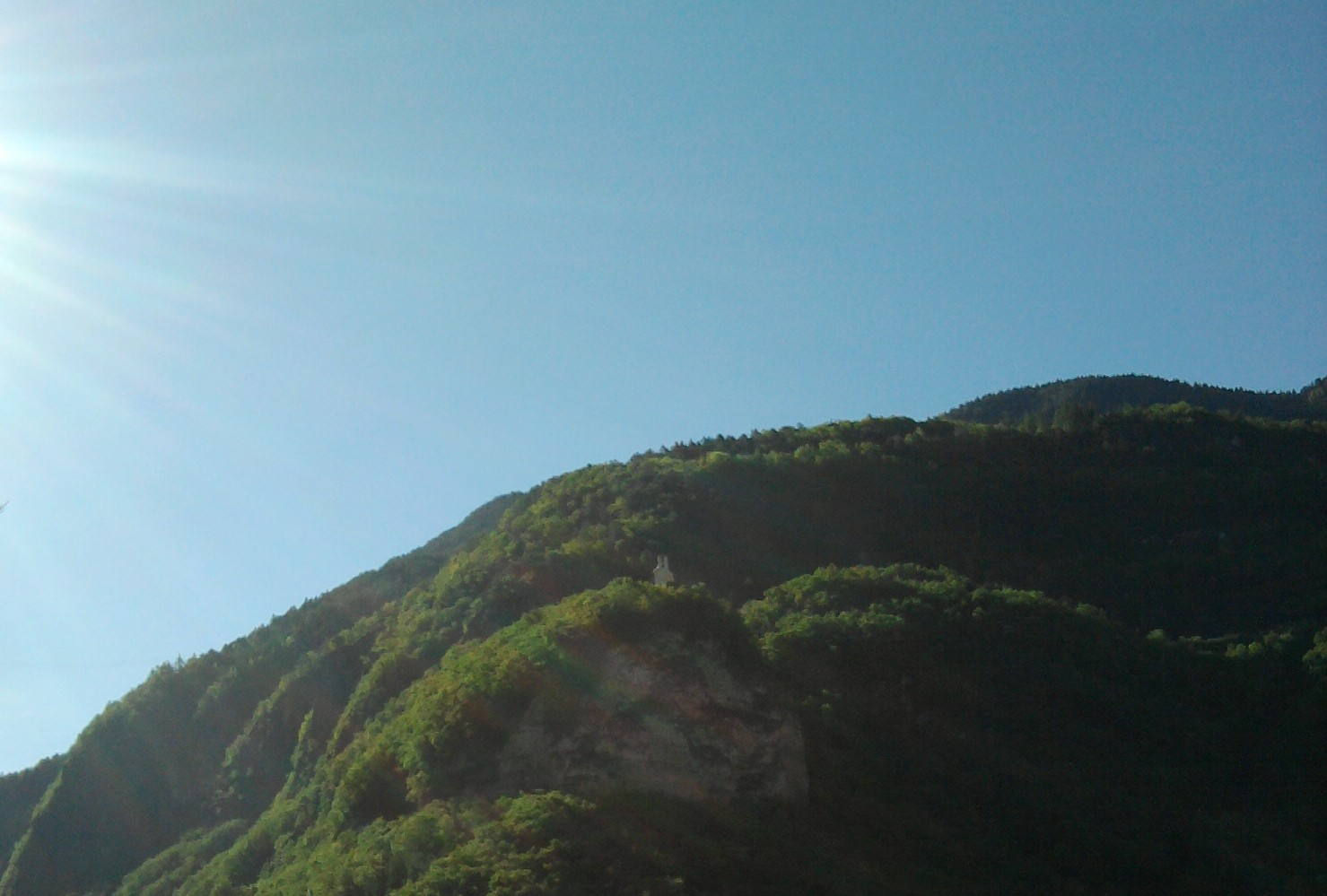
Het gebergte met uitzicht op Leifers waarop Peterköfele staat.